# Mercado Municipal de Dili
El Mercado Municipal de Dili (en portugués: Mercado Municipal de Díli) es un establecimiento ubicado en la ciudad de Dili, capital de Timor Oriental, que originalmente fue construido para albergar un mercado, pero que luego de ser renovado, funge en la actualidad un centro de convenciones.

## Historia

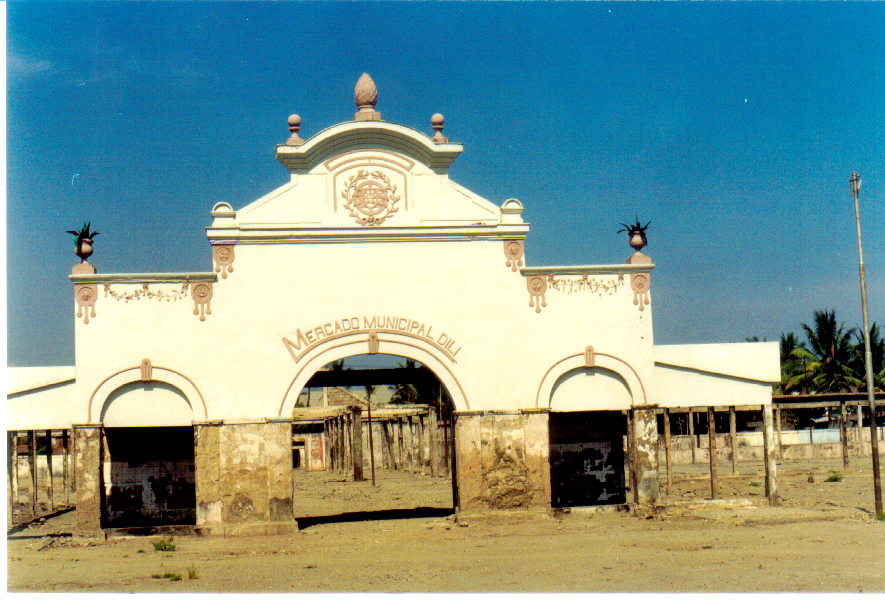
Fotografía del estado del mercado tras el ataque incendiario en 1999

El Mercado Municipal fue uno de los tres únicos mercados que existían en la capital timorense previo a la independencia del país en 2002. Fue construido e inaugurado durante los años 1960 y en él se comercializaban todo tipo de productos locales durante los últimos quince años del Timor portugués. Incluso en su interior albergaba una cancha de pequeñas dimensiones para peleas de gallos. En el entorno exterior inmediato del mercado se instalaba un mercadillo que era altamente concurrido los domingos por los habitantes de las afueras de Dili. 
Durante la invasión indonesia de Timor Oriental en 1975, el edificio sufrió algunos daños estructurales, que luego fueron reparados para que pudieran instalarse mercaderes indonesios. Sin embargo, las autoridades militares abrieron dos nuevos mercados en las localidades de Becora y Comoro, con el fin de que más comerciantes indonesios pudieran establecerse allí y comercializar sus productos traídos de toda la isla de Timor e incluso de otras islas del país. En 1999 y luego de que la mayoría de los timorenses votó en el referéndum a favor de su independencia y restitución del Estado soberano, como represalia, los militares indonesios incendiaron los tres mercados de la ciudad durante la crisis de Timor Oriental de 1999. Los mercaderes locales continuaron transando productos de la canasta básica en las ruinas de los mercados hasta que la Administración de Transición de las Naciones Unidas para Timor Oriental (UNTAET  por su sigla en inglés), en colaboración con el Banco Mundial, reconstruyeron los establecimientos de Becora y Comoro. Posteriormente, en 2001, la UNTAET trasladó las dependencias del mercado a Taibesi para que pudiera funcionar como establecimiento comercial, mientras que las dependencias del Mercado Municipal de Dili se mantuvieron cerradas y seriamente deterioradas. No fue hasta 2010, cuando el Primer Ministro de Timor Oriental, Xanana Gusmão, anunció en un discurso la reconstrucción del edificio para convertirlo en el Centro de Convenciones de Dili.